# Jungfrun av Shalott

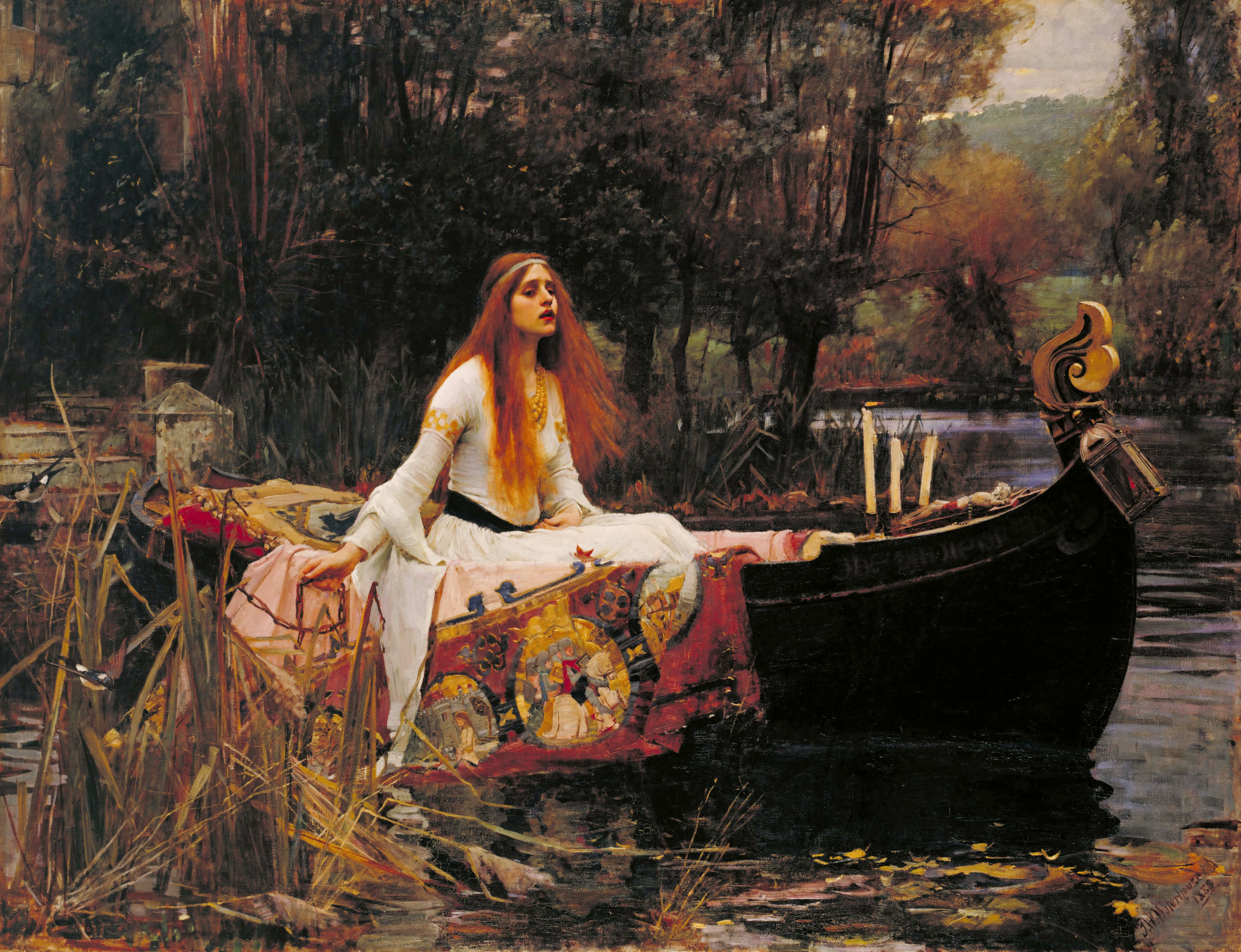
John William Waterhouses målning Jungfrun av Shalott (1888).

Jungfrun av Shalott (engelska: The Lady of Shalott) är en romantisk/viktoriansk dikt skriven av den engelske poeten Alfred Lord Tennyson (1809–1892). Dikten har översatts till svenska av Frans G. Bengtsson och ingår i dennes andra diktsamling, Legenden om Babel (1925).
Likt Tennyssons andra tidiga alster, som till exempel Lancelot och Drottning Guinevere och Galahad, behandlar den ett tema med ursprung i de medeltida arturianska legenderna. Jungfrun av Shalott är löst baserad på legenden om Elaine av Astolat, en kvinna som dör av sin obesvarade kärlek till riddaren Sir Lancelot.
Teman med anknytning till kung Artur, Camelot och riddarna vid det runda bordet var mycket populära under romantiken, och framförallt i England.
Dikten finns i två versioner, varav den första publicerades 1833 och den andra 1842. Den tidigare versionen låg närmare Tennysons källmaterial (en italiensk novell vid namn Donna di Scalotta), men det är den senare som blivit mest känd. I versionen från 1842 fokuserar Tennyson mer på damens isolering i tornet och hennes vilja att delta i den levande världen, två ämnen som inte ens nämns i Donna di Scalotta.

## Handlingen
Jungfrun av Shalott sitter i ett slott som hon inte kan lämna på grund av en förbannelse. Om hon gör det kommer hon att dö. Hon kan dock se omvärlden med hjälp av en magisk spegel. Genom den ser hon folk som färdas till och från Camelot längs floden. 
En dag ser hon Sir Lancelot och förälskar sig i honom. Hon beslutar sig för att trotsa förbannelsen, lämnar tornet och beger sig ner till en båt för att färdas till Camelot. Under resan dör hon och flyter död in till Camelot. Folk förundras och Sir Lancelot konstaterar att hon är vacker och hoppas att gud ska vara henne nådig. (He said, "She has a lovely face; God in his mercy lend her grace, The Lady of Shalott.")